# 卡拉萬 (哈爾科夫區)
50°3′54″N 36°7′48″E / 50.06500°N 36.13000°E
卡拉萬（烏克蘭語：Караван）是位於烏克蘭東部的村莊，由哈爾科夫州哈爾科夫區的小丹尼利夫卡市鎮負責管轄。該村始建於1873年，面積0.29平方公里，海拔高度111米，2001年人口206，人口密度每平方公里710.3人。